# Heliocis repanda
Heliocis repanda es una especie de coleóptero de la familia Oedemeridae. Es la única especie del género Heliocis.
Los adultos son activos en abril, mayo y junio. Miden de 5.3 a 6.2 mm.

## Distribución geográfica
Habita en el sur de Estados Unidos y en México.